# Zespół Downa
Zespół Downa (ang. Down syndrome), trisomia 21, dawniej nazywany mongolizmem – zespół wad wrodzonych spowodowany obecnością dodatkowego materiału genetycznego chromosomu 21. Eponim pochodzi od nazwiska Johna Langdona Downa. Występowanie trisomii chromosomu 21 opisane zostało po raz pierwszy w 1959 r. przez francuskiego genetyka Jerome'a Lejeune'a.
Osoby z zespołem Downa mają mniejsze zdolności poznawcze niż średnia w populacji zdrowej. Wahają się one od lekkiej do umiarkowanej niepełnosprawności intelektualnej. Zaburzenia rozwojowe manifestują się głównie jako skłonność do zawężonego myślenia lub naiwność. Niewiele osób wykazuje niepełnosprawność intelektualną w stopniu głębokim. Częstość występowania zespołu Downa szacuje się na 1 przypadek na 800–1000 żywych urodzeń.
Wiele objawów przedmiotowych zespołu Downa jest niecharakterystycznych i spotyka się je także u osób z prawidłowym kariotypem. Zalicza się do nich: pojedynczą bruzdę dłoniową (zamiast podwójnej bruzdy na jednej lub obu dłoniach), migdałowaty kształt oczu spowodowany fałdem nad powieką, krótsze kończyny, osłabione napięcie mięśniowe oraz wystający język. U osób z zespołem Downa istnieje zwiększone ryzyko wystąpienia: ciężkiego zapalenia płuc, wad wrodzonych serca. Ostateczny stopień rozwoju i komfort życia dziecka z zespołem Downa mogą poprawić działania zainicjowane już we wczesnym dzieciństwie, tj. prawidłowa opieka lekarska, akceptacja i zaangażowanie rodziny oraz edukacja i szkolenie zawodowe. Istnieją jednak pewne fizjologiczne i genetyczne ograniczenia, których nie można pokonać.

## Historia
Angielski lekarz John Langdon Down jako pierwszy opisał w 1862 zespół Downa, uważając go za odrębną postać opóźnienia umysłowego, a szerzej przedstawił w pracy z 1866 zatytułowanej „Observations on an ethnic classification of idiots”. Ponieważ John Langdon Down stwierdził podobieństwo wyglądu badanych dzieci do rasy mongolskiej w opisie Blumenbacha, na określenie nowej jednostki chorobowej wprowadził termin „mongolism” (mongolizm) i „Mongolian idiocy” (idiotyzm mongolski). Langdon Down utrzymywał, że mongolizm jest przykładem „retrogresji”, czyli pojawienia się mongoloidalnych cech wyglądu u dzieci rodziców rasy kaukaskiej – wówczas uważanej za stojącą wyżej niż mongolska.
W XX wieku „idiotyzm mongolski” był najczęściej rozpoznawaną formą opóźnienia umysłowego. Większość dzieci z rozpoznanym zespołem trafiała do specjalnych przytułków, niewielka ich część z problemami zdrowotnymi była leczona, a większość umierała w niemowlęctwie albo wczesnej młodości. Powstanie i upowszechnienie ruchu eugenicznego doprowadziło do wprowadzenia w 33 z 48 stanów USA i wielu innych krajach programów przymusowej sterylizacji osób z zespołem Downa i innych, z porównywalnym stopniem niepełnosprawności. Krańcowym wyrazem takiej polityki państwa było wprowadzenie w nazistowskich Niemczech programu eutanazji (Akcja T-4) w 1940. Po wojnie sprzeciw sądów i opinii publicznej doprowadził do zarzucenia wprowadzonych wcześniej eugenicznych rozwiązań.
Do końca lat 50. przyczyna zespołu Downa pozostawała nieznana. Stwierdzono występowanie zespołu we wszystkich grupach etnicznych, zależność między wiekiem matki a ryzykiem zespołu i rzadkość rodzinnego występowania fenotypu. Wynalezienie w tym czasie techniki kariotypowania doprowadziło do zidentyfikowania szeregu nieprawidłowości kształtu i liczby chromosomów. 
Od 1932 r. podejrzewano, że przyczyną zespołu Downa mogą być nieprawidłowości chromosomalne, jednak nie była wówczas znana dokładna ich liczba (powszechnie przyjmowano, że jest ich 48). Gdy w 1956 r. Joe Hin Tjio i Albert Levan ustalili, że w ludzkim kariotypie znajduje się 46, a nie 48 chromosomów, wielu naukowców na świecie zainteresowała się, jaka jest liczba chromosomów u osób dotkniętych mongolizmem. Należał do nich Raymond Turpin, francuski pediatra i genetyk ze szpitala Armanda Trousseau w Paryżu. Nie znał jednak nikogo w swoim otoczeniu, kto potrafiłby przeprowadzić takie badania. Okazało się, że Marthe Gautier, która niedawno dołączyła do grupy Turpina, znała odpowiednie techniki i podjęła się tego zadania. W efekcie, w styczniu 1959 r. ukazała się publikacja autorstwa Jérômego Lejeunego, Marthe Gautier i Raymonda Turpina, w której opisano dodatkowy, 47. chromosom.
Przez kilkadziesiąt lat za głównego, a nawet jedynego, autora odkrycia uznawano Lejeunego. W 2009 r. Marthe Gautier opublikowała jednak artykuł, w którym opisała swój dominujący udział w badaniach. W 2014 r. komisja bioetyczna z Institut national de la santé et de la recherche médicale, po zbadaniu dostępnych materiałów, wydała oświadczenie, w którym uznaje znaczącą rolę Gautier i Turpina w badaniach. Komisja stwierdziła, że znalezienie 47 chromosomów w komórkach z mongolizmem należy przypisać Marthe Gautier, natomiast przeważający udział Lejeunego w tych badaniach jest mało prawdopodobny.
W 1961 roku w liście do „The Lancet” dziewiętnastu genetyków (wśród nich Lejeune, Warkany, Polani, Potter) zasugerowało zmianę nazwy zespołu, jako że termin „idiotyzm mongolski” ma wprowadzające w błąd konotacje i stał się przez to kłopotliwy w użyciu. The Lancet upowszechnił termin Down’s Syndrome. WHO w 1965 oficjalnie uznała pierwotny termin za zarzucony po prośbie mongolskiego delegata, jednak w XXI w. nadal spotyka się termin mongolizm, także w czołowych podręcznikach medycznych, np. Review of Medical Physiology (wyd. 22, 2005) Williama Ganonga i General and Systematic Pathology (wyd. 4, 2004) pod redakcją Jamesa Underwooda.

## Przyczyny

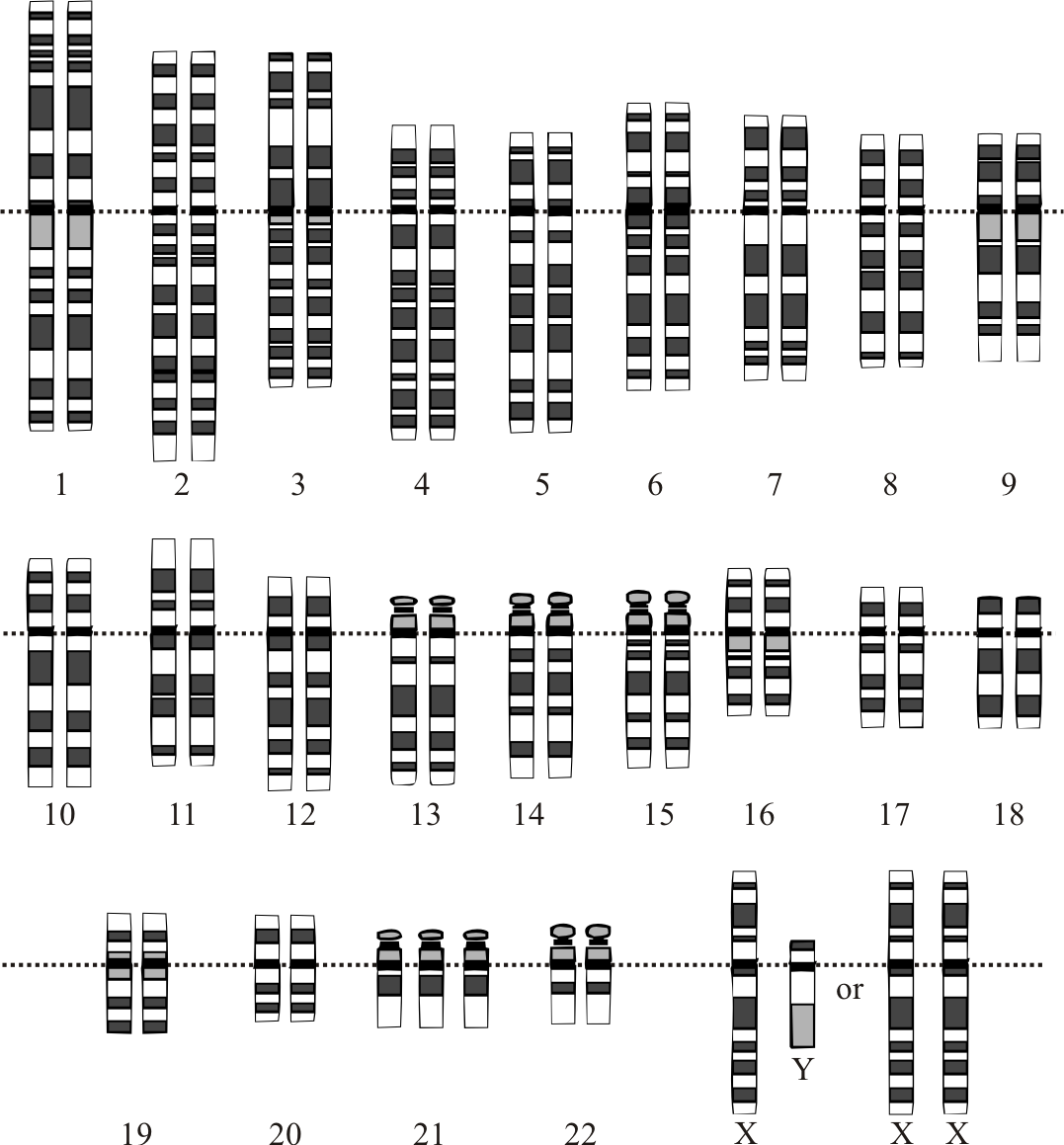
Kariotyp w trisomii 21

Zespół Downa jest aberracją chromosomową (chromosomopatią) charakteryzującą się obecnością dodatkowego chromosomu 21 albo jego części, np. na skutek translokacji chromosomowej. Objawy kliniczne zależą od ilości dodatkowego materiału genetycznego chromosomu 21, a także od innych, nieokreślonych czynników. Do aneuploidii może dojść na kilka różnych sposobów:
- Trisomia 21

Trisomia 21 (47,XX,+21) jest spowodowana nondysjunkcją chromosomów w podziale mejotycznym. Zdarzenie to prowadzi do powstania gamety (jaja lub plemnika) z nieprawidłową liczbą chromosomów autosomalnych równą 23 zamiast 22. Gdy dojdzie do zapłodnienia, powstała zygota ma 47 zamiast prawidłowych 46 chromosomów. Trisomia 21 chromosomu jest przyczyną około 95% przypadków zespołu Downa, z czego 88% jest skutkiem nondysjunkcji w oogenezie, a 8% w spermatogenezie.
- Mozaicyzm

Trisomia 21 chromosomu ma początek w momencie zapłodnienia i wszystkie komórki potomnego organizmu ją posiadają. Jednakże możliwa jest sytuacja, w której część komórek organizmu ma prawidłową liczbę chromosomów, a część jest aneuploidalna. Określa się ją jako mozaicyzm i oznacza mos 46,XX/47,XX,+21 albo mos 46,XY/47,XY,+21. Do mozaicyzmu dochodzi na dwa sposoby: wskutek nondysjunkcji na etapie wczesnych podziałów komórkowych w zdrowym zarodku albo nondysjunkcji w aneuploidalnym zarodku prowadzącej do powstania linii komórkowej z prawidłową liczbą chromosomów. Procent aneuploidalnych komórek w przypadku mozaicyzmu jest bardzo zmienny; jest to przyczyna 1–2% przypadków zespołu Downa.
- Translokacja Robertsonowska

Nadmiar materiału genetycznego chromosomu 21 w komórce może być skutkiem tzw. translokacji Robertsonowskiej. W takim przypadku długie ramię chromosomu 21 jest przyłączone do innego chromosomu, często jest to chromosom 14 (zapis kariotypu 45,XX,t(14;21q)) albo pozostaje przyłączony do chromosomu 21, co określa się jako izochromosom i oznacza 45,XX,t(21q;21q). Prawidłowy podział mejotyczny prowadzący do powstania gamet obarczony jest wówczas znacznym ryzykiem powstania aneuploidalnych komórek płciowych. Translokacyjny zespół Downa określa się czasem jako "rodzinny zespół Downa". Jest to przyczyna 2-3% przypadków. Nie stwierdza się efektu wieku matczynego w tych przypadkach, a translokacja może być zarówno matczynego, jak i ojcowskiego pochodzenia.
- Duplikacja fragmentu chromosomu 21

Rzadko fragment chromosomu 21 ulega duplikacji. Prowadzi to do trisomii części genów 21 chromosomu; kariotyp tych chorych oznacza się 46,XX, dup(21q)) albo 46,XY, dup(21q)). Pacjenci z taką aberracją chromosomową wykazują szereg cech fenotypowych zespołu Downa, zależnie od tego, które geny występują w nieprawidłowej liczbie kopii.
| Kariotyp                                | Kariotyp                  | Kariotyp                  | Prawdopodobieństwo |
| Dziecko                                 | Matka                     | Ojciec                    | Prawdopodobieństwo |
| 47,XX,+21 47,XY,+21                     | 46,XX                     | 46,XY                     | 1-2%               |
| mos 46,XX/47,XX,+21 mos 46,XY/47,XY,+21 | 46,XX                     | 46,XY                     | 1%                 |
| Translokacje D/G                        |                           |                           |                    |
| 46,XX,der(14;21)(q10;q10),+21           | 46,XX                     | 45,XY,der(14;21)(q10;q10) | 2-3%               |
| 46,XY,der(14;21)(q10;q10),+21           | 45,XX,der(14;21)(q10;q10) | 46,XY                     | 10-12%             |
| Translokacje G/G                        |                           |                           |                    |
| 46,XX,der(21;22)(q10;q10),+21           | 46,XX                     | 45,XY,der(21;22)(q10;q10) | 2-4%               |
| 46,XX,der(21;22){q10;q10),+21           | 45,XX,der(21;22)(q10;q10) | 46,XY                     | 10%                |
| 46,XX,der(21;21)(q10;q10),+21           | 45,XX,der(21;21)(q10;q10) | 46,XY                     | 100%               |
| 46,XY,der(21;21){q10;q10),+21           | 46,XX                     | 45,XY,der(21;21){q10;q10) | 100%               |

## Występowanie

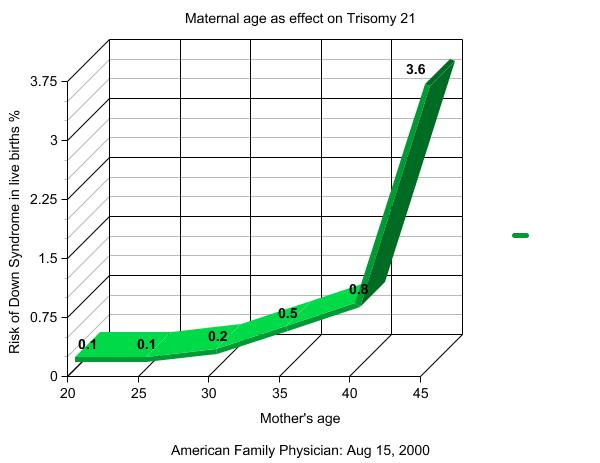
Diagram ilustrujący rosnące z wiekiem matki ryzyko urodzenia dziecka z zespołem Downa

Częstość zespołu Downa szacuje się na 1:800-1:1.000 żywych urodzeń. W 2006 CDC podało oszacowanie częstości zespołu Downa w USA na 1:733 (5429 przypadków na rok). Około 95% tych pacjentów ma aneuploidię chromosomu 21. Zespół Downa występuje jednakowo często we wszystkich grupach etnicznych i społecznych.
Wykazano zależność między wiekiem matki a częstością zespołu Downa u dzieci. U matek w wieku 20 lat ryzyko zespołu Downa u dziecka wynosi 1/1667; w wieku 30 lat 1/952; w wieku 35 lat 1/387; w wieku 40 lat 1/106; w wieku 45 lat 1/30; a u matek po 49 roku życia 1/11 urodzonych dzieci ma zespół Downa.
Ryzyko wzrasta z wiekiem matki, ale 80% dzieci z zespołem Downa ma matki poniżej 35. roku życia, co związane jest z najwyższą płodnością w tej grupie wiekowej. Inne czynniki zwiększające ryzyko urodzenia dziecka z zespołem Downa nie są znane, choć zostały poznane czynniki mutagenne odgrywające rolę w powstawaniu aberracji chromosomowych. Niedawno uzyskane dane wskazują na to, że również wiek ojca odgrywa rolę w zwiększeniu ryzyka wystąpienia zespołu Downa u potomka, które dodatkowo powiększa wyższy wiek partnerek starszych mężczyzn.

## Zespół cech organizmu osób z trisomią
Trisomia 21 objawia się zespołem wad wrodzonych, z których większość (79%) to wady małe, niewpływające na jakość życia (choć stygmatyzujące), określane też jako cechy dysmorficzne. Obok nich chorzy często mają też duże wady, np. wady wrodzone serca – wymagające leczenia chirurgicznego. Stałymi cechami zespołu są upośledzenie umysłowe i pierwotny niedobór odporności.

### Objawy ogólne
U noworodków z zespołem Downa występuje wiotkość mięśni. Hipotonia mięśni częściowo odpowiada za tendencję do otwierania ust i wysuwania języka. Występuje zwiększona ruchomość kończyn w stawach. Waga i wzrost są przeciętne przy urodzeniu, w okresie dojrzewania może wystąpić nadwaga. Ostateczny wzrost jest niższy niż średnia w populacji.

### Cechy dysmorficzne i wady wrodzone
Nie ma wady wrodzonej występującej ze 100% częstością u osób z trisomią 21. Najczęstsze z nich to:
- krótkogłowie, umiarkowane małogłowie, spłaszczona potylica
- płaski profil twarzy
- mongoloidalne ustawienie skośnych, wąskich szpar powiekowych (przyśrodkowe kąty oka poniżej poziomu kątów bocznych)
- hipoplazja lub aplazja zatok czołowych
- krótkie podniebienie twarde
- zmarszczka nakątna (epicanthus) w obrębie kątów nosa
- niewielki hiperteloryzm oczny
- nisko osadzone, skośne, szeroko rozstawione oczy
- jasne plamki na tęczówce (zwane plamkami Brushfielda)
- drobne zmętnienia soczewki w badaniu w lampie szczelinowej
- zaburzenia refrakcji, najczęściej krótkowzroczność (70%)
- oczopląs (35%)
- zez (45%)
- stożek rogówki (6%)
- zaćma wrodzona (3%)
- atrezja przewodu łzowego (20%)
- mały, krótki nos z płaską nasadą i szerokim grzbietem
- wystający język (glossoptosis), co spowodowane jest mikrognacją i małą objętością jamy ustnej
- pobrużdżony język, tzw. język mosznowy
- nisko osadzone, małe małżowiny uszne, często mały lub nieobecny płatek
- zaburzenia słuchu (66%)
- niedorozwój umysłowy (hipoplazja mózgu)
- hipoplazja zębów
- księżycowate, nieprawidłowo rozstawione zęby
- pojedyncza bruzda dłoni, nazwana też bruzdą małpią (45%)
- dysplastyczny środkowy paliczek (brachymesophalangia) palca V (60%)
- klinodaktylia V palca (50%)
- zwiększony odstęp między paluchem a drugim palcem stopy
- charakterystyczne dermatoglify:
  - pojedyncza zmarszczka na piątym palcu ręki
  - zwiększona liczba pętli linii papilarnych po łokciowej stronie (35%)
- marmurkowata skóra (cutis marmorata)
- krótka szyja, rzadziej płetwistość szyi
- fałd skóry na karku w okresie niemowlęcym
- miękkie, delikatne i rzadkie włosy skóry głowy
- hipoplazja miednicy z poszerzeniem bocznych części talerzy kości biodrowych i spłyceniem kąta panewkowego
- wrodzone wady serca:
  - wspólny kanał przedsionkowo-komorowy
  - ubytek przegrody międzyprzedsionkowej
  - ubytek przegrody międzykomorowej
  - przetrwały przewód tętniczy
  - wypadanie płatka zastawki mitralnej
- nieprawidłowy przebieg tętnicy podobojczykowej
- wady przewodu pokarmowego (12%):
  - atrezja dwunastnicy
  - choroba Hirschsprunga
  - atrezja odbytu
- wady kośćca
  - niezrośnięcie łuków kręgów lędźwiowych (37%)
  - 11 par żeber
  - odstające kości policzkowe
  - niestabilność dźwigaczowo-obrotnikowa (12%)
  - nadmierna ruchomość potyliczno-dźwigaczowa (8,5%)
  - nieprawidłowy ząb obrotnika (6%)
- hipoplastyczny tylny łuk kręgu C1 (26%)
- wady układu moczowo-płciowego
  - stosunkowo małe prącie
  - hipoplazja genitaliów
  - zmniejszona objętość jąder.

### Niepełnosprawność intelektualna
Większość osób ma niepełnosprawność intelektualną od stopnia lekkiego (IQ 55–70) do umiarkowanego (IQ 35–54) stopnia. Iloraz inteligencji dzieci z mozaikowatością (patrz niżej) jest wyższy o 10–15 punktów.
Osoby z lekkim stopniem niepełnosprawności intelektualnej radzą sobie w codziennym życiu, potrzebując jedynie niewielkiej pomocy ze strony opiekuna, w przypadku znacznego stopnia niepełnosprawności intelektualnej konieczna jest pomoc w każdej dziedzinie, np. myciu się, ubieraniu się, robieniu zakupów czy wypełnianiu formularzy. Osoby niepełnosprawne umysłowo i fizycznie wymagają niekiedy opieki przez 24 godziny na dobę.

## Diagnostyka prenatalna i badania przesiewowe

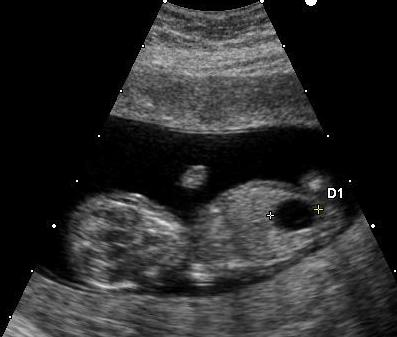
USG płodu z zespołem Downa i pęcherzem olbrzymim (megacystis)

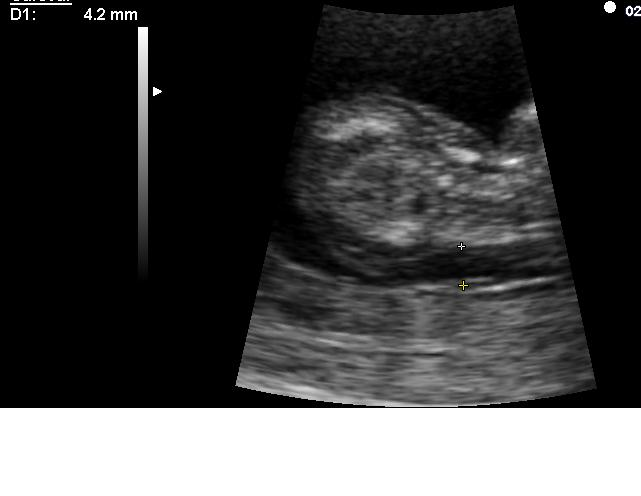
Prenatalne wykrywanie zespołu Downa

Kobiety w ciąży mogą być poddane badaniom przesiewowym pod kątem ewentualnych nieprawidłowości ciąży. Szereg standardowych badań prenatalnych może doprowadzić do wczesnego rozpoznania zespołu Downa. Konsultacja genetyczna połączona z testami genetycznymi, takimi jak amniocenteza, biopsja kosmówki (CVS) lub przezskórne pobranie krwi pępowinowej (percutaneous umbilical blood sampling, PUBS) mogą być oferowane kobietom, u których ryzyko urodzenia dziecka z zespołem Downa jest wysokie ze względu na wiek, lub u których standardowe badanie prenatalne wskazuje na taką możliwość. Za granicę wieku, powyżej której za wskazane uważa się wykonanie takich testów, uważa się 30–35 lat (powyżej tej granicy ryzyko urodzenia dziecka z zespołem Downa przewyższa ryzyko ewentualnych powikłań inwazyjnego badania prenatalnego).
Amniocenteza i CVS są inwazyjnymi procedurami i wiążą się z ryzykiem uszkodzenia płodu i wywołania poronienia (ryzyko wynosi 0,5-1%, a jeśli przeprowadzane jest w odpowiednich warunkach, jest praktycznie równe 0). Badania nie przeprowadza się, jeśli ryzyko powikłań wynikających z przeprowadzenia badania inwazyjnego przekracza ryzyko choroby płodu.
Obok tych dwóch badań są dostępne także inne, nieinwazyjne techniki pozwalające rozpoznać zespół Downa w okresie prenatalnym. Każdy test daje określony procent wyników fałszywie dodatnich, czyli przypadków, w których test wskazuje na rozpoznanie zespołu Downa u płodu, który w rzeczywistości nie posiada tego typu nieprawidłowości genetycznej. Powszechnie stosowane metody badań przesiewowych zostały przedstawione w tabeli.
| Badanie                                                      | Czas wykonywania (Hbd) | Skuteczność | Wyniki fałszywie dodatnie | Opis |
| ------------------------------------------------------------ | ---------------------- | ----------- | ------------------------- | --- |
| Test potrójny                                                | 15–20                  | 75%         | 8,5%                      | W tym teście mierzy się poziom osoczowej alfa-fetoproteiny u matki (płodowe białko wątroby), estriolu (hormon ciążowy) i ludzkiej gonadotropiny kosmówkowej (hCG, hormon ciążowy). |
| Test poczwórny                                               | 15–20                  | 79%         | 7,5%                      | W tym teście mierzy się poziom osoczowej alfa-fetoproteiny u matki (płodowe białko wątroby), estriolu (hormon ciążowy), ludzkiej gonadotropiny kosmówkowej (hCG, hormon ciążowy) i wysokiej alfa-inhibiny (INHA). |
| AFP/badanie wolnej beta hCG                                  | 13–22                  | 80%         | 2,8%                      | W tym teście mierzy się poziom alfa-fetoproteiny produkowanej przez płód oraz wolnej beta hCG, produkowanej przez łożysko. |
| Przezierność karkowa/badanie wolnej jednostki beta hCG/PAPPA | 11–13,6                | 91%         | 5%                        | W badaniu wykorzystuje się technikę ultrasonografii do zmierzenia przezierności karkowej w połączeniu z badaniem wolnej beta hCG i PAPPA (ang. pregnancy-associated plasma protein A). Amerykańskie National Institutes of Health potwierdziło, że to badanie w pierwszym trymestrze ciąży jest bardziej dokładne niż metody przesiewowe w drugim trymestrze. |

Nawet przy użyciu najlepszych nieinwazyjnych metod badań przesiewowych stopień wykrywalności wynosi 90%–95%, a wyniki fałszywie dodatnie stanowią 2%–5%. Wyniki fałszywie dodatnie mogą być spowodowane obecnością ciąży mnogiej (bardzo rzadko niewykrywanej przy zastosowaniu USG), nieprawidłowo ustalonym dniem ciąży lub poziomem białek, który jest w rzeczywistości w normie.
Wyniki dodatnie potwierdza się amniopunkcją lub wykonaniem biopsji kosmówkowej. Amniopunkcja jest metodą inwazyjną polegającą na pobraniu płynu owodniowego od matki i identyfikacji komórek płodu. Badanie w laboratorium może trwać kilka tygodni, ale wykrywa ponad 99,8% wszystkich zaburzeń liczby chromosomów przy bardzo rzadkich wynikach fałszywie dodatnich.

### Kwestie etyczne
Przeważająca większość wyników wczesnych badań przesiewowych jest ujemna z powodu rzadkiego występowania zespołu Downa. Wyniki (w tym fałszywie dodatnie) potwierdza się zwykle wykonaniem amniocentezy, a ponieważ amniocenteza niesie ze sobą małe ryzyko wywołania poronienia, to istnieje niewielkie ryzyko poronienia zdrowego płodu. Ryzyko utraty ciąży w wyniku amniocentezy podaje się tradycyjnie w źródłach na 0,5%, ale niedawne wyniki badań wskazują, że jest ono znacznie niższe.
W publikacjach z 1999 r. dotyczącej wybiórczych aborcji wykazano, że 90–93% ciąż z rozpoznaniem zespołu Downa zostaje przerwane.

## Zagadnienia zdrowotne i psychologiczne
Konsekwencje zdrowotne obecności dodatkowego materiału genetycznego w komórkach osób z zespołem Downa są bardzo zróżnicowane i mogą dotyczyć funkcjonowania każdego organu, czy procesu fizjologicznego w organizmie. W związku z możliwymi problemami zdrowotnymi podejmuje się odpowiednie działania prewencyjne, np. szczepienia przeciwko grypie, zaś w przypadku pojawienia się objawów chorobowych prowadzi się odpowiednie leczenie oraz dąży się do zapobiegania powikłaniom, a także udziela się wsparcia pacjentom i ich rodzinom w radzeniu sobie z niepełnosprawnością i chorobami.
Za powstanie zespołu Downa odpowiada kilka odmiennych mechanizmów genetycznych. Konsekwencją jest szeroka gama objawów, będących efektem złożonych interakcji pomiędzy wpływem genów i środowiska. Ustalenie, które objawy wystąpią u dziecka obarczonego zespołem Downa jest możliwe dopiero po urodzeniu. Niektóre problemy zdrowotne, tj. wady serca są wrodzone, inne ujawniają się wraz z upływem czasu, np. padaczka.
Najczęstszymi manifestacjami zespołu Downa są:
- charakterystyczne cechy twarzy
- upośledzenie umysłowe
- wrodzone wady serca (typowo ubytek przegrody międzykomorowej), te cięższe stara się usunąć operacyjnie w bardzo młodym wieku, aby poprawić komfort życia dziecka
- deficyty słuchu (prawdopodobnie spowodowane czynnikami sensoryczno-neuronalnymi lub przewlekłym zapaleniem ucha środkowego)
- zaburzenia wzroku
- infekcje dróg oddechowych
- celiakia
- niskorosłość
- zaburzenia czynności tarczycy charakteryzujące się zmniejszoną produkcją hormonów
- choroba Alzheimera o wczesnym początku, która może rozpocząć się około 40. roku życia.

Do innych rzadszych chorób należą:
- białaczki
- niedobory odporności
- padaczka

Z drugiej strony u osób z zespołem Downa we wszystkich przedziałach wiekowych i u obu płci stwierdzono, analizując orzeczenia o przyczynie zgonów w Stanach Zjednoczonych w latach 1983–1997, wyraźnie zmniejszoną częstotliwość występowania nowotworów złośliwych w porównaniu do pozostałej części populacji, ta tendencja nie dotyczyła jednak białaczek i nowotworów jądra. Do najczęściej wymienianych przyczyn śmierci należały: wrodzone wady serca, demencja, niewydolność tarczycy i białaczka. Do tej pory nie wiadomo jednak, czy zmniejszona zapadalność na nowotwory wśród osób z zespołem Downa jest wynikiem supresorowego działania genów z chromosomu 21 (jak np. Ets2), wyższego prawdopodobieństwa apoptozy w komórkach obarczonych aberracją chromosomu 21, czy zmniejszonej ekspozycji na szkodliwe czynniki środowiskowe mające znaczenie w rozwoju nowotworów lub innych, niespecyficznych czynników. Dodatkowo osoby z zespołem mają znacznie zmniejszone ryzyko stwardnienia tętnic i retinopatii cukrzycowej.

### Rozwój, wychowanie i edukacja
Dzieci urodzone z zespołem Downa tak jak inne dzieci mogą śmiać się lub płakać i wykazywać w wyglądzie zewnętrznym podobieństwo do matki lub ojca. Do szczęśliwego życia potrzebują miłości, opieki i zainteresowania. Wymagają od rodziców specjalnej troski oraz stymulacji, aby osiągać kolejne, wyższe stopnie rozwoju umysłowego i fizycznego. Ich wychowanie kosztuje rodziców więcej czasu i pracy.
Perspektywy oraz komfort życia dzieci z zespołem Downa w XXI wieku są o wiele korzystniejsze niż w przeszłości. Dzieci, które urodzą się z wadą serca (około ¼ dzieci z zespołem Downa przychodzi na świat z wrodzoną wadą serca) zostają poddane operacji. Operacja we wczesnym dzieciństwie oraz pobyt w szpitalu są stresującym przeżyciem dla rodziców, ale po okresie rekonwalescencji dziecko z reguły nie ma większych problemów z sercem i jest w stanie prowadzić normalny tryb życia.
Ze względu na zwiększone ryzyko pewnych chorób dzieci z zespołem Downa wymagają regularnych kontroli lekarskich, m.in. pediatrycznej, otorynolaryngologicznej i okulistycznej.
Dzieci z zespołem Downa rozwijają się wolniej niż ich rówieśnicy, co można zauważyć pod koniec 1. roku życia, gdyż wolniej uczą się stać, a następnie mówić, przy czym z obserwacji rodziców wynika, że ich dzieci znacznie więcej rozumieją, niż są w stanie wypowiedzieć słowami.
Każda osoba z zespołem Downa posiada indywidualny charakter. Wbrew panującemu stereotypowi, według którego osoby z zespołem Downa miałyby być zawsze spokojne, przymilne i muzykalne, wśród osób z zespołem Downa można spotkać jednostki pewne siebie, lubiące kontakty towarzyskie, ekstrawertyczne, uprawiające sport, a także nieśmiałe, które preferują spokojny tryb życia.
W Holandii prawie wszystkie dzieci z zespołem Downa wychowują się i dorastają w rodzinie, uczęszczają do przedszkoli i szkół o specjalnym programie nauczania. Wiele zdobywa uprawnienia do wykonywania prostego zawodu, pracuje i prowadzi w miarę samodzielne życie. Osoby, którym nie udało się osiągnąć aż tak wysokiego stopnia samodzielności, mieszkają w specjalnych domach dla osób z lekkim upośledzeniem umysłowym pod opieką wychowawców.
Opracowano na podstawie informacji Stowarzyszenia na rzecz dzieci i osób z zespołem Downa oraz ich rodziców.

### Rodzice, rodzeństwo i otoczenie
Dziecko z wadami wrodzonymi określanymi mianem zespołu Downa może przyjść na świat w każdej rodzinie, niezależnie od uwarunkowań socjalnych, ekonomicznych, rasowych i kulturowych. Obarczanie się wyrzutami sumienia przez rodziców (głównie przez matki) jest bezpodstawne i niepotrzebne, albowiem przyczyna niewłaściwego podziału w komórce jajowej lub plemniku, w którego wyniku dochodzi do powstania zespołu Downa, nie została do tej pory poznana.
Wychowywanie i pielęgnowanie dziecka z zespołem Downa wymaga od rodziców więcej czasu, pracy i nakładów finansowych. W Holandii 15% rodzin przyznało się, że nie radzi sobie z wychowywaniem i zapewnieniem właściwej opieki dziecku z zespołem Downa. Ta sytuacja dotyczy głównie poważnych zaległości edukacyjnych, zaburzeń w zachowaniu oraz problemów zdrowotnych. Także zła sytuacja finansowa i mieszkaniowa rodziny pogarsza prognozę dla dziecka z zespołem. 
Akceptacja dziecka i pogodzenie się z faktem, że urodziło się z pewnym stopniem upośledzenia umysłowego, pomaga w ustabilizowaniu emocjonalnej sytuacji w rodzinie. Ważną rolę odgrywa także pozytywne nastawienie dalszej rodziny oraz otoczenia. Różnice poglądów rodziców w podejściu do dziecka z zespołem Downa (akceptacja lub odrzucenie) mogą prowadzić w niektórych przypadkach do rozwodu.
Rodzice dziecka z zespołem Downa muszą liczyć się z pewnymi ograniczeniami, głównie dotyczącymi częstości kontaktów towarzyskich.
Większość ankietowanych rodziców uważa, że ich dziecko z zespołem Downa dostarczyło im wielu pozytywnych doświadczeń i przeżyć.
Opracowano na podstawie informacji Stowarzyszenia na rzecz dzieci i osób z zespołem Downa oraz ich rodziców.

### Związki uczuciowe
Współcześnie już nie kwestionuje się prawa osób z zespołem Downa do zawierania związków małżeńskich i utrzymywania relacji partnerskich. Edukacja w dziedzinie związków uczuciowych oraz współżycia seksualnego i stosowania antykoncepcji stały się częścią programu nauczania. Znane są małżeństwa, w których jedno lub obydwoje partnerów ma zespół Downa.
Zarówno kobiety, jak i mężczyźni z zespołem Downa mogą być płodni, aczkolwiek stopień płodności jest u obu płci obniżony. Osoby obarczone zespołem Downa rzadko podejmują decyzję zostania rodzicami ze względu na wysoki stopień odpowiedzialności i trudności związanych z wychowywaniem potomstwa, także względy ekonomiczne odgrywają niebagatelną rolę. Jeżeli jedno z rodziców ma zespół Downa, to istnieje 35-50% prawdopodobieństwo przekazania dziecku zespołu Downa. W przypadku, gdy obydwoje rodzice są obarczeni zespołem Downa, prawdopodobieństwo jest jeszcze większe. Istnieje także wysokie ryzyko poronienia. Kobiety z zespołem Downa częściej niż inne kobiety wymagają interwencji cięcia cesarskiego i częściej dochodzi u nich do porodów przedwczesnych.

### Płodność
U obu płci osób obarczonych zespołem Downa stwierdzono częstą pierwotną niewydolność gonadotropową o charakterze postępującym od okresu niemowlęctwa poprzez okres dojrzewania, aż do wieku dorosłego, w którym jest zaznaczona najwyraźniej, co wpływa na zmniejszenie zdolności rozrodczych.
Znane są nieliczne udokumentowane przypadki ojcostwa mężczyzn z zespołem Downa. Prognozy dla potomstwa rodziców z zespołem Downa są niekorzystne ze względu na ryzyko przeniesienia aberracji chromosomalnej. W udokumentowanym przypadku noworodek miał właściwy kariotyp, ale był obarczony wieloma wadami i zmianami degeneracyjnymi w organach. W raporcie zwrócono też uwagę na problem seksualnego wykorzystywania osób upośledzonych umysłowo i ryzyko związków kazirodczych.
Dotychczasowe przekonanie o niepłodności mężczyzn z zespołem Downa zostało poddane krytyce ze względu na obecność w literaturze medycznej, potwierdzonych badaniami genetycznymi, przypadków ojcostwa; opisany przypadek dotyczył przyjścia na świat zdrowego syna mężczyzny z zespołem Downa. Najprawdopodobniej zaburzony proces spermatogenezy prowadzący do produkowania złej jakości nasienia jest odpowiedzialny za obniżenie płodności. Znane są natomiast różne przypadki urodzenia dzieci przez kobiety z zespołem Downa.
Aktualnie mówi się jedynie o możliwości występowania obniżonej płodności u osób obu płci z zespołem Downa. W związku z powyższym autorzy raportu podkreślają konieczność uświadamiania seksualnego młodzieży z zespołem Downa i informowania o dostępnych metodach antykoncepcji.

### Oczekiwana długość życia
Problemy ze zdrowiem mogą znacząco skrócić długość życia osób z zespołem Downa. W jednym z badań przeprowadzonych w Stanach Zjednoczonych w 2002 wykazano, że średnia długość życia wynosi obecnie 49 lat, z dużymi wahaniami pomiędzy różnymi grupami etnicznymi i społeczno-ekonomicznymi. Poprawa opieki medycznej oraz warunków socjalno-bytowych osób z zespołem Downa doprowadziła do podwojenia średniej długości życia z 25 lat w 1983 do 49 lat w 1997 i dotyczyła przede wszystkim przedstawicieli białej rasy człowieka, a w mniejszym stopniu przedstawicieli czarnej rasy i innych ras. Obecnie coraz częściej osoby z zespołem Downa dożywają 60.-70. roku życia.

## Aspekty społeczne i kulturowe

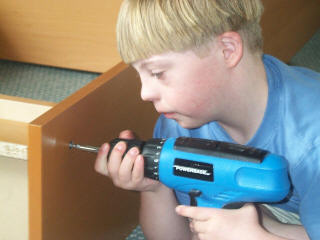
Chłopiec z zespołem Downa montujący półkę

Niepełnosprawność ludzi z zespołem Downa niesie ze sobą pewne wymogi i ograniczenia, np. konieczność specjalnej edukacji i opieki wychowawczo-zdrowotnej, dostosowanych warunków mieszkaniowych oraz potrzebę uczestnictwa w rodzicielskich grupach wsparcia. Dopasowana do możliwości i potrzeb edukacja oraz opieka mają na celu ułatwienie codziennego życia osobom z zespołem Downa oraz ich rodzicom, a także umożliwienie normalnego funkcjonowania w społeczeństwie.
Na początku XX wieku, w większości wysokorozwiniętych krajów, osoby z zespołem Downa były umieszczane w zamkniętych instytucjach oraz koloniach i w ten sposób wyłączane ze społeczeństwa. Od początku lat 60. rodzice dzieci z zespołem Downa oraz organizacje zrzeszające rodziców, np. MENCAP, a także pedagodzy i inni specjaliści powszechnie opowiedzieli się za prawem osób z jakąkolwiek formą upośledzenia psychicznego lub fizycznego do uczestniczenia w życiu społeczeństwa na najwyższym możliwym do osiągnięcia indywidualnym poziomie. W wielu krajach dąży się do połączenia edukacji specjalnej z normalnymi ustaleniami edukacyjnymi, tak aby dzieci z zespołem Downa mogły uczyć się w powszechnym systemie szkolnym przy jednoczesnym dopasowaniu wymogów do możliwości intelektualnych ucznia.
Pomimo tych zmian, zmniejszone umiejętności ludzi z zespołem Downa mogą stanowić wyzwanie dla ich rodziców i rodzin. Zaleca się mieszkanie pod opieką rodziny w celu wykreowania właściwych wzorców zachowania. Osoby upośledzone z zespołem Downa często spotykają się z nastawieniem protekcjonalnym lub dyskryminacją w szerszej społeczności.
Pierwszy Światowy Dzień Osób z Zespołem Downa (World Downsyndrome Awareness Day) ogłoszony przez Down Syndrome International odbył się 21 marca 2006 roku. Dzień i miesiąc zostały tak wybrane, aby odpowiadały kolejno zestawowi chromosomów 21 i ich trisomii. W Stanach Zjednoczonych każdego roku w październiku National Down Syndrome Society organizuje Miesiąc Zespołu Downa, jako „forum dla zniszczenia stereotypów, zapewnienia prawdziwej informacji i rosnącej świadomości o potencjale osób z zespołem Downa”. W Południowej Afryce Dzień Świadomości o Zespole Downa jest obchodzony 20 października.

### W Polsce
Szacuje się, że w Polsce żyje 60 tys. osób z zespołem Downa.

## Znane osoby z zespołem Downa
- Bobby Brederlow, niemiecki aktor[44]

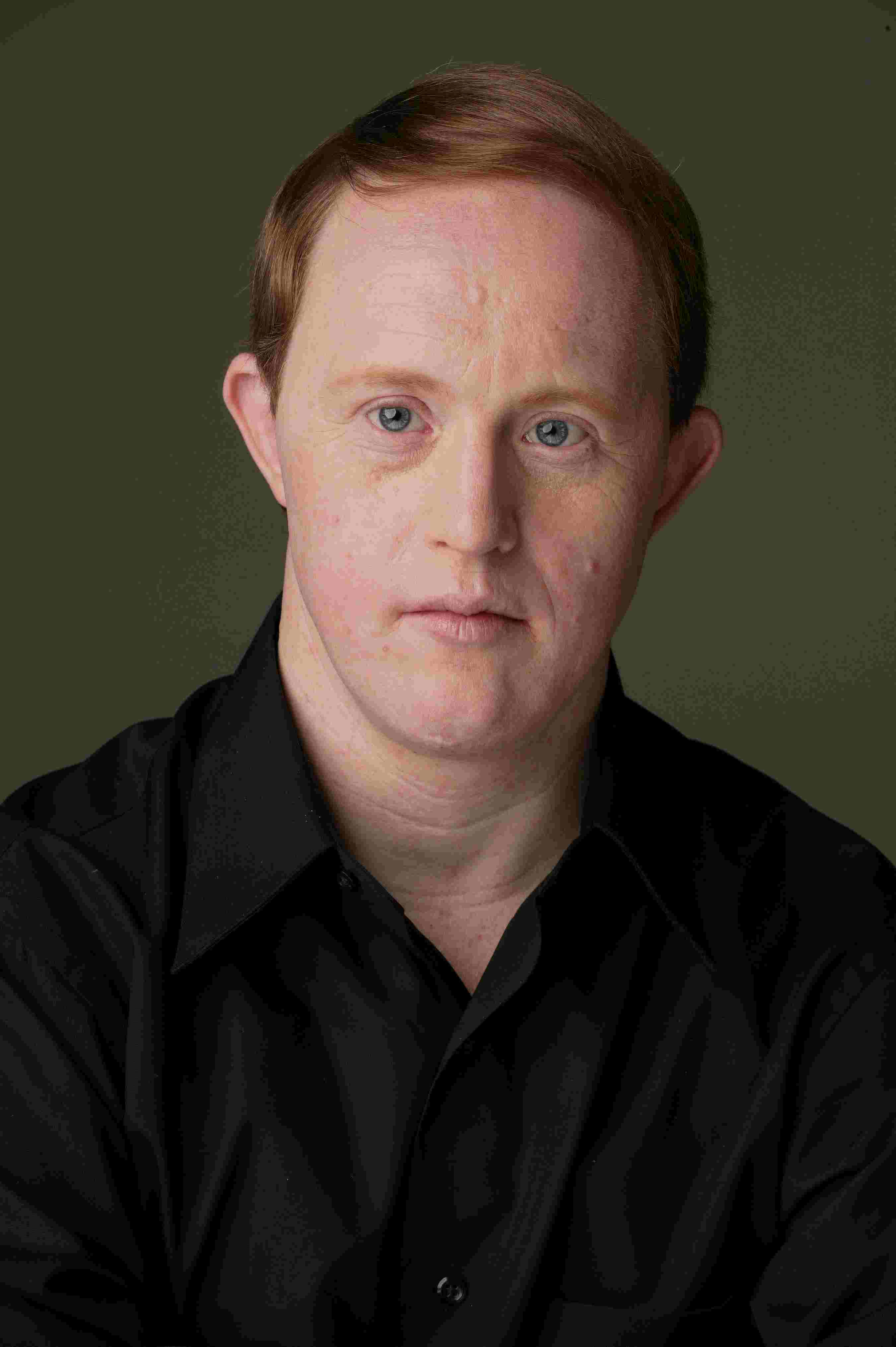
Chris Burke

- Chris Burke, aktor i autobiograf (Dzień za dniem)[45]
- Charles Waring Darwin, syn Karola Darwina (spekulacja retrospektywna)[46]
- Pascal Duquenne, belgijski aktor[47]
- Anne de Gaulle (1928–1948), córka Charles’a de Gaulle’a[48]
- Stephane Ginnsz[49]
- Max Lewis, aktor[50]
- Lauren Potter, amerykańska aktorka (Glee)
- Isabella Pujols, adoptowana córka Alberta Pujolsa grającego w St. Louis Cardinals, która stała się inspiracją dla Fundacji Rodziny Pujols[51]
- Judith Scott, artystka[52]
- Piotr Swend, polski aktor (Klan)
- Miguel Tomasin, piosenkarz w argentyńskim zespole Reynols[53]

Stowarzyszenie na rzecz Zespołu Downa w Los Angeles posiada listę osób z zespołem Downa, które zagrały role w filmach i telewizji.

## Klasyfikacja ICD10
| kod ICD10     | nazwa choroby                                    |
| ------------- | ------------------------------------------------ |
| ICD-10: Q90   | Zespół Downa                                     |
| ICD-10: Q90.0 | trisomia 21 mejotyczna nierozdzielność           |
| ICD-10: Q90.1 | trisomia 21 mozaika (mitotyczna nierozdzielność) |
| ICD-10: Q90.2 | trisomia 21 translokacja                         |
| ICD-10: Q90.9 | zespół Downa nieokreślony                        |